# Grignan
Grignan is een gemeente in het Franse departement Drôme (regio Auvergne-Rhône-Alpes). De plaats maakt deel uit van het arrondissement Nyons. Grignan is een van de Les Plus Beaux Villages de France. De gemeente telde 1.589 inwoners op 1 januari 2022.

## Kasteel
De aanblik van Grignan wordt gedomineerd door het kasteel van Grignan, het grootste renaissancekasteel in zuidoost-Frankrijk.
In 1035 wordt het voor het eerst vermeld in geschriften. Het gebouw had dan een militaire functie en is gebouwd op een rots met steile wanden. In de 15e eeuw werd de strenge burcht door Gaucher Adhémar omgebouwd tot een luxueus kasteel. Zijn zoon Louis Adhémar, gouverneur van de Provence en ambassadeur in Rome, zette de modernisatie voort.
In de 17e eeuw krijgt het kasteel bekendheid dankzij de markiezin de Sévigné. Haar dochter, Françoise Marguerite, trouwde in 1671 met de graaf van Grignan en ging op het kasteel wonen. Er ontstond een beroemd geworden correspondentie tussen moeder, die in Parijs woonde, en dochter. In Grignan staat een standbeeld van madame de Sévigné. In juni/juli wordt ter hare nagedachtenis in Grignan een festijn gehouden over alles wat met schrijven te maken heeft.
De schoonzoon van de markiezin, graaf François de Grignan (voluit: François de Castellane Ornano Adhémar de Monteil, Hertog van Termoli, Graaf van Grignan en Campobasso, luitenant-generaal van de Zonnekoning in Languedoc en in de Provence) zette de transformatie van het kasteel voort door grote werkzaamheden binnenin het kasteel te realiseren. Met steun van zijn broers, de aartsbisschop van Arles en de bisschop van Carcassonne, startte hij de realisatie van een nieuwe façade voor de prelatenvleugel, deze bleef echter onvoltooid.
Tijdens de Franse Revolutie is het meubilair van het kasteel verkocht, zijn de façades en de daken neergehaald en is het materiaal verspreid. Het kasteel is verlaten en leeggeroofd.
In 1838 werd het gebouw gekocht door Léopold Faure, een inwoner van Grignan. Hij begon aan een voorzichtige wederopbouw.
De volgende eigenaar Boniface de Castellane, trouwde in 1895 met Anna Gould, dochter van de Amerikaanse bankier Jay Gould. Hij spendeerde zo'n 10 miljoen dollar van haar fortuin, onder andere aan de restauratie van het kasteel. In 1906 scheidden ze en was hij genoodzaakt om alle architecturale elementen met een zekere waarde: waterspuwers, schoorsteenmantels, vazen etc. te verkopen om zijn schulden te kunnen betalen.
Tussen 1913 en 1931 werden er eindelijk serieuze werkzaamheden uitgevoerd om de historische waarde van het kasteel te herstellen. Marie Fontaine, de nieuwe eigenaar, restaureerde ruimtes, indeling van de vertrekken en de inrichting in de stijl van vroeger tijden.
In 1979 werd het kasteel aangekocht door het departement van de Drôme. Het wordt in 1993 aangeduid als een historisch monument en als Musée de France, opengesteld voor het publiek.

## Geografie
De oppervlakte van Grignan bedraagt 43,43 vierkante kilometer; de bevolkingsdichtheid is 36 inwoners per km² (per 1 januari 2019).

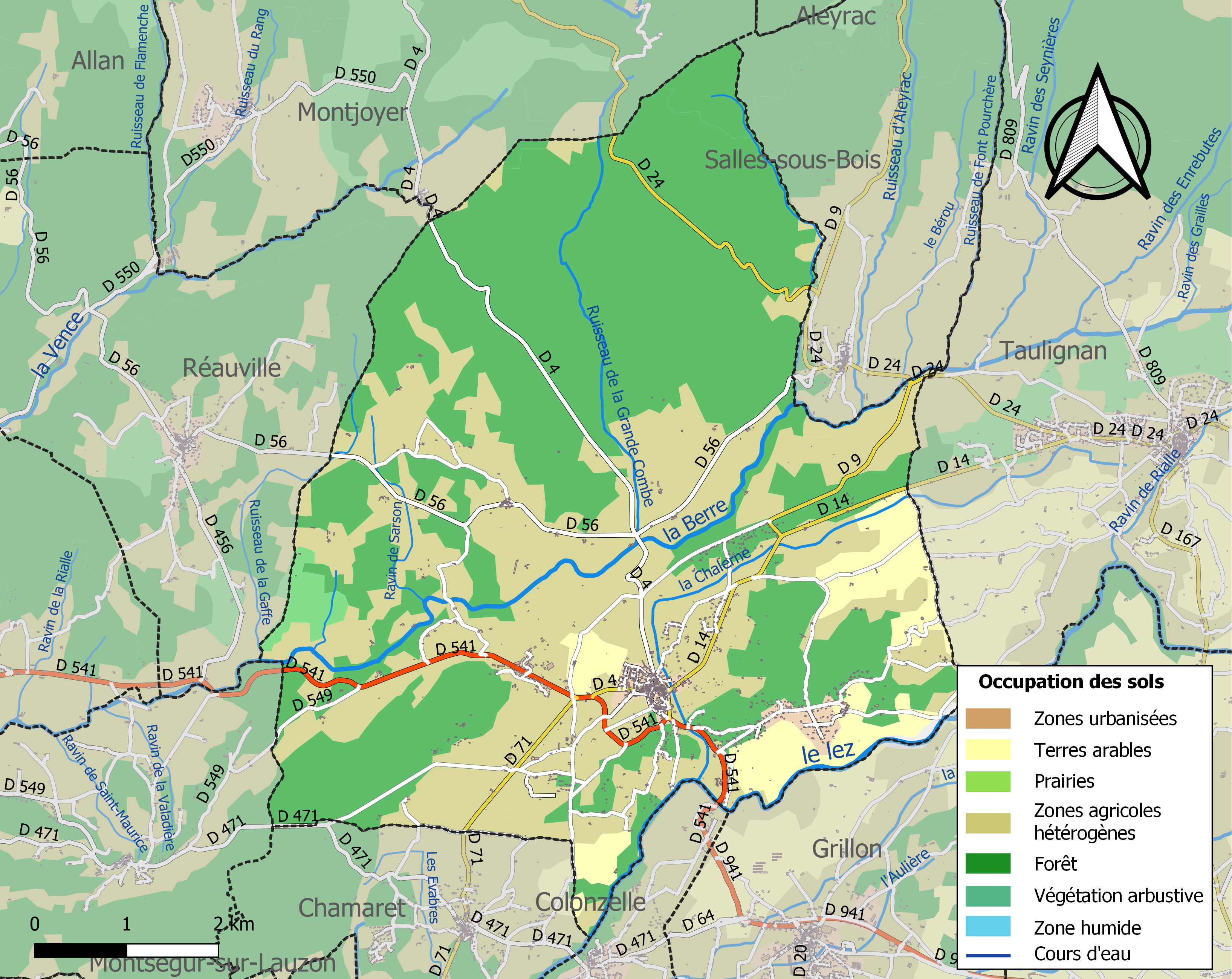
Kaart van de gemeente met belangrijkste infrastructuur, bodemgebruik en omliggende gemeenten

## Demografie
Onderstaande figuur toont het verloop van het inwonertal (bron: INSEE-tellingen).

## Afbeeldingen

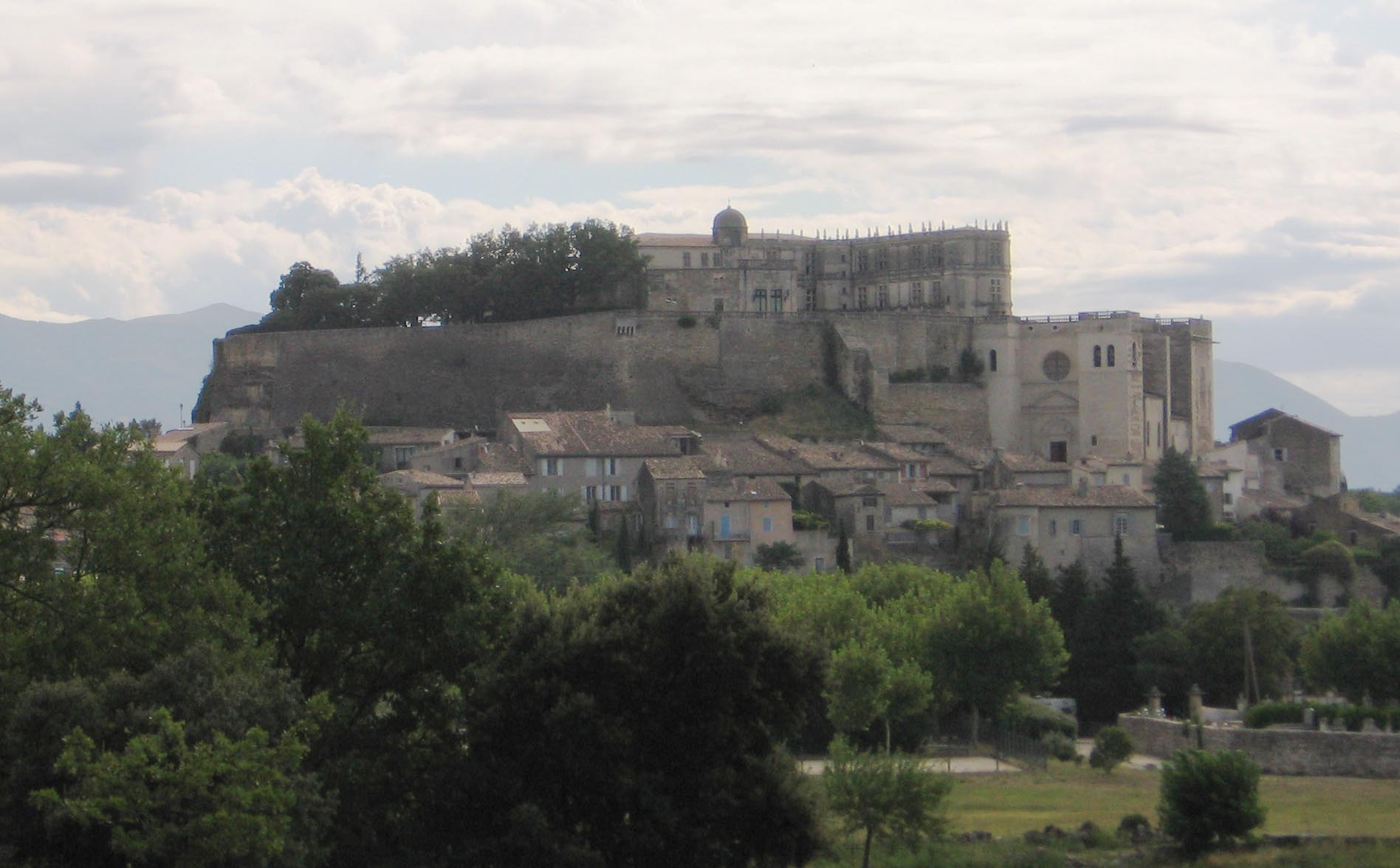
Gezicht op Grignan
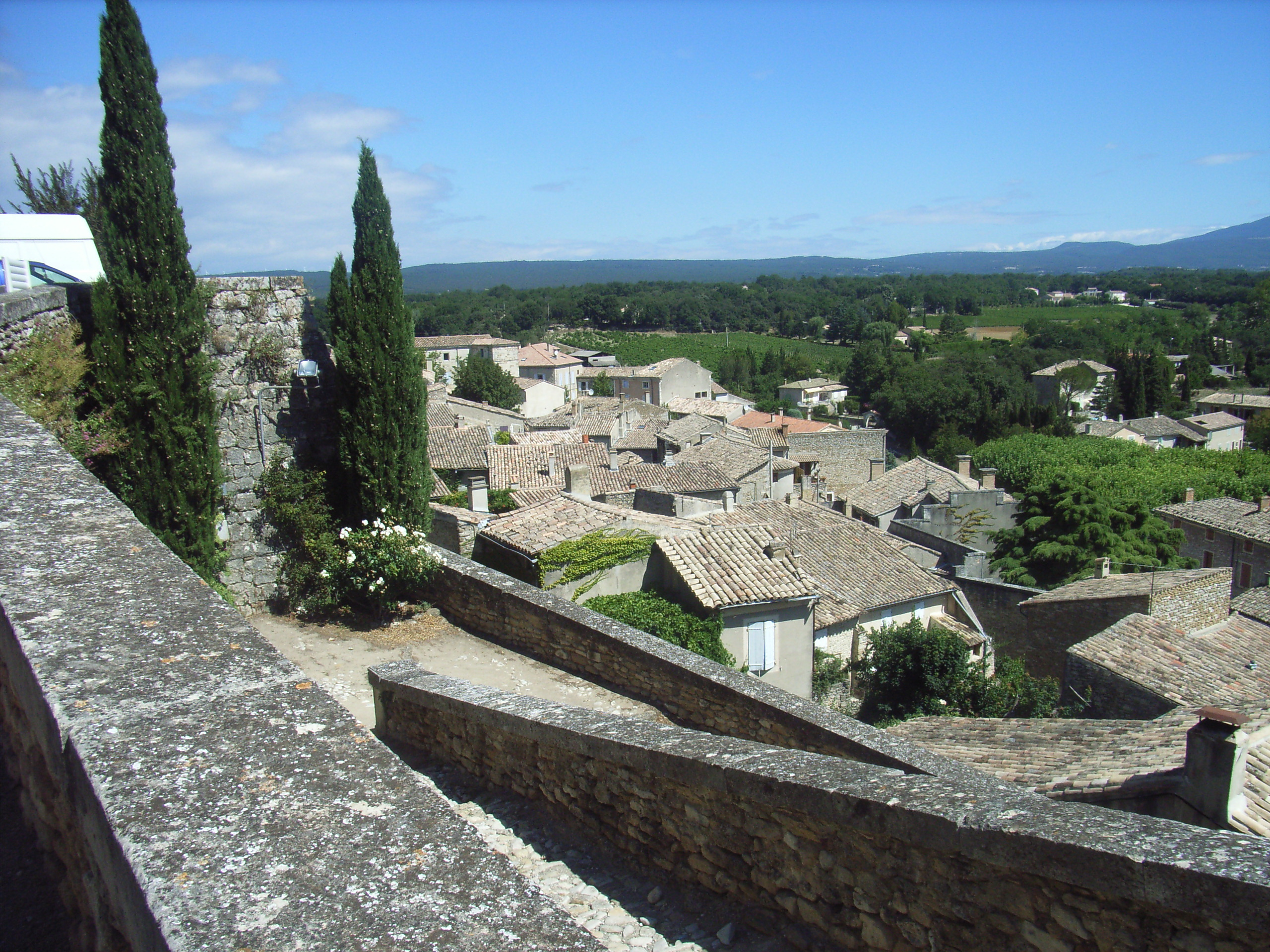
Een deel van Grignan, van boven gezien
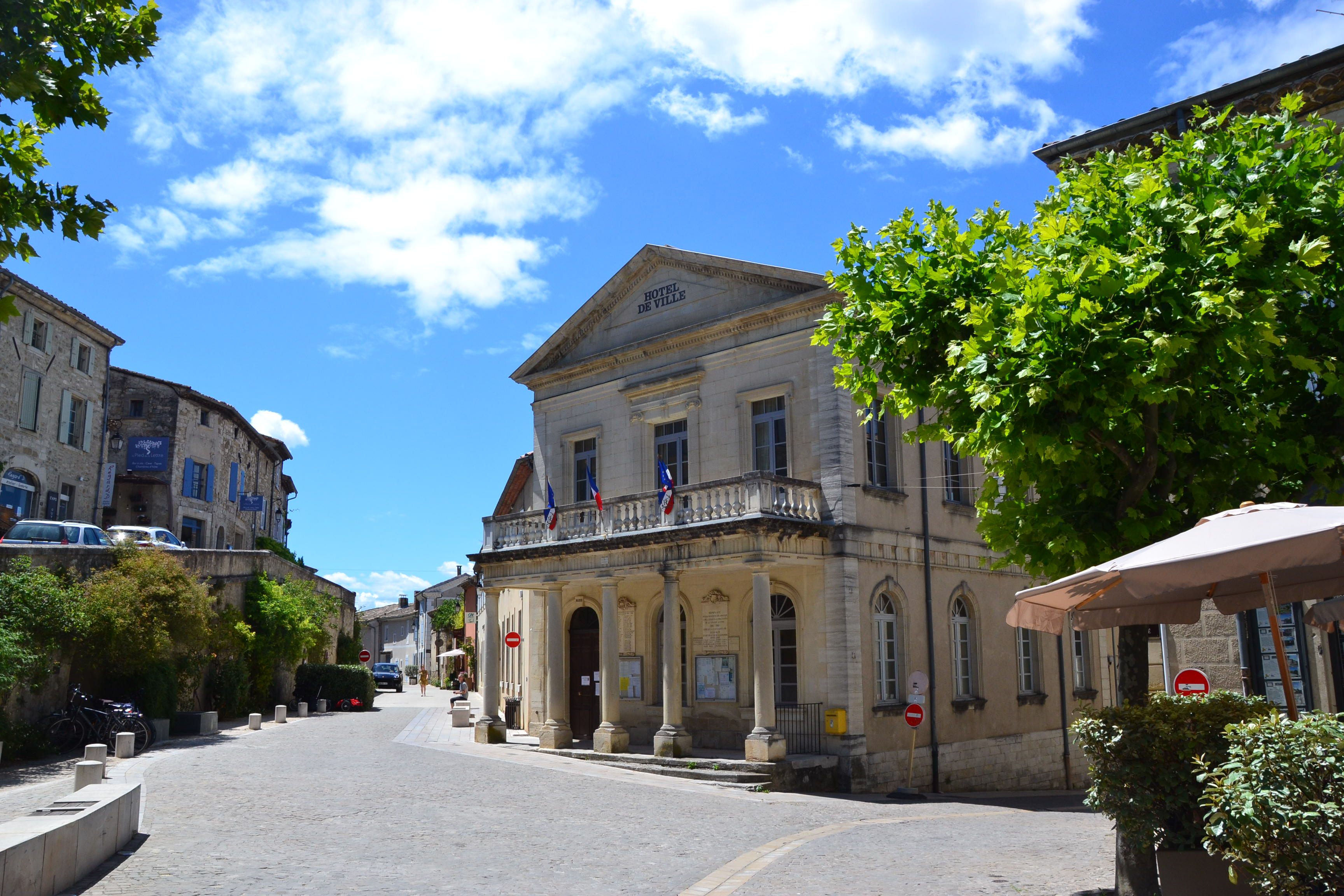
Het gemeentehuis van Grignan
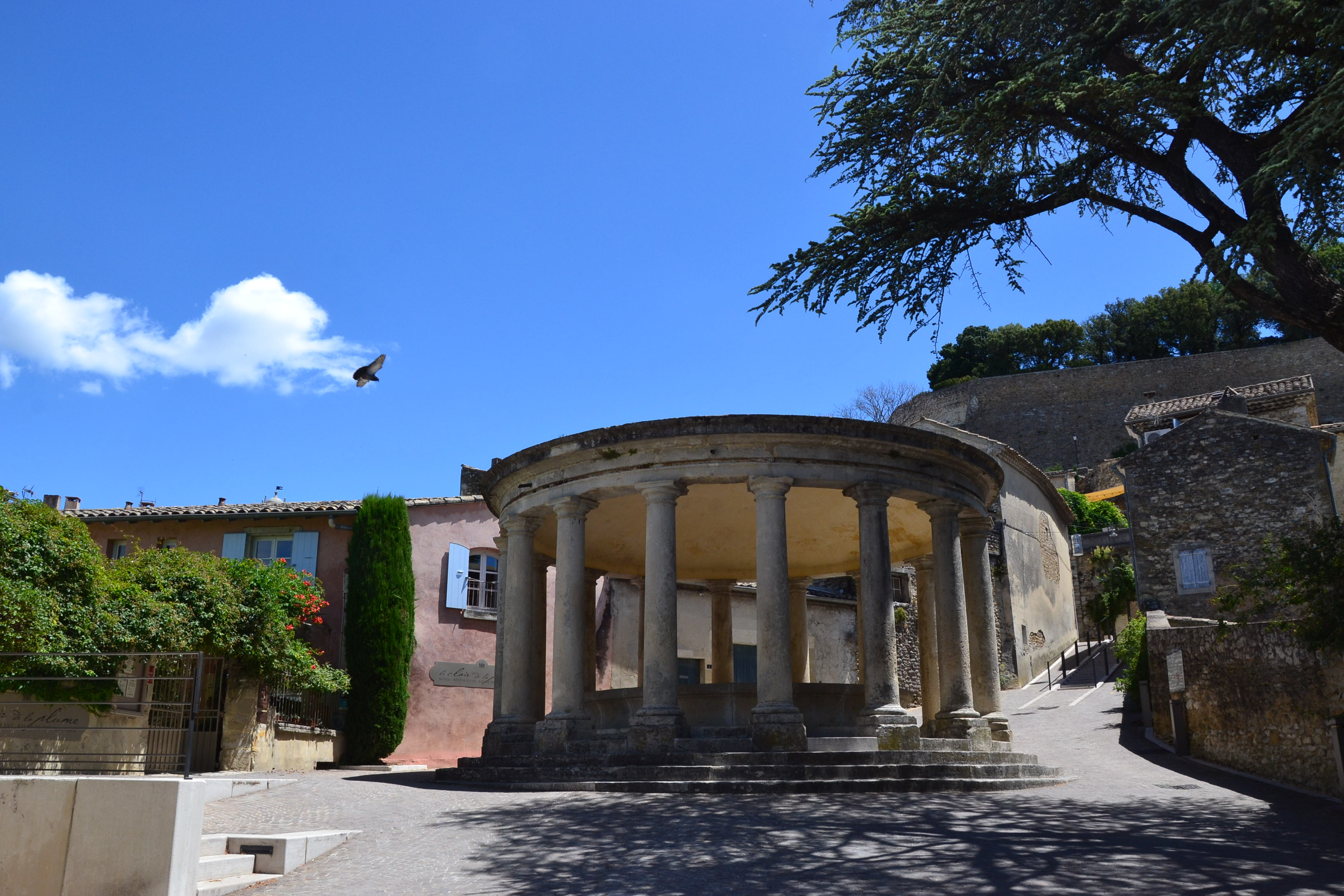
Lavoir (openbare wasplaats) aan de Place du Mail, 18e eeuw, verbouwd 19e eeuw
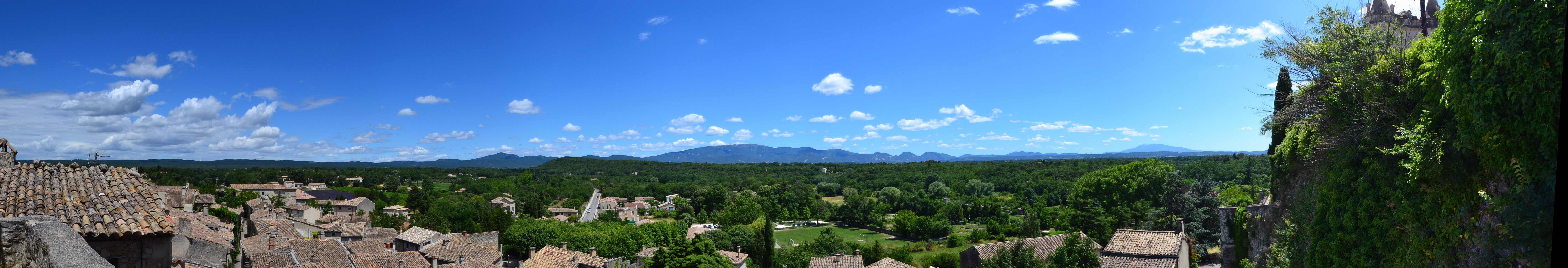
Landschap bij Grignan